# Синедрион
Синедрио́н (от греч. συνέδριον, сюне́дрион — «собрание; совместное заседание»; ивр. סנהדרין‎, санхедри́н) — верховный орган политической, религиозной и юридической власти у евреев Иудеи в период римского господства до разрушения Храма, когда Синедрион находился в Иерусалиме, и позже, когда заседания Синедриона происходили в местах проживания его председателя (наси). Термин имеет греческое происхождение. В Иудее получил распространение в эпоху эллинизма. Подробное описание полномочий, процедур заседаний и других аспектов, связанных с отправлением правосудия в иудаизме, дано в трактате «Санхедрин» в четвёртом разделе («Незикин»́) Мишны, которая является составной частью Талмуда.

## Малый Синедрион и Великий Синедрион
В отличие от обычного суда из трёх человек, малый Синедрион из 23 человек имел право проводить уголовные процессы с казнью или с поркой, смертный приговор требовал большинства более, чем в два голоса, и выносился обязательно утром после завершения дела. Множество нарочито строгих процессуальных требований делало смертный приговор довольно редким. Существенным требованием для смертного приговора было наличие Великого Синедриона при Храме.
В Иерусалиме существовал также Великий Синедрион — высшее государственное учреждение (совет) и высший судебный институт иудеев, состоявший из 71 члена. По своему составу Синедрион представлял собой вид аристократического сената, члены которого назначались, по-видимому, кооптацией из учеников членов Синедриона, членами могли являться кохены, левиты или евреи с родословной. Прозелиты не допускались. Член Синедриона не должен был также обладать увечьями, помимо Торы обязательно было знание языков, основ наук и ремёсел, а также обычаев астрологов и колдунов. Председателем Синедриона был наси (נשיא‎), созывавший собрания, им мог быть первосвященник. Местом собрания был особый зал (לשכת הגזית‎ — «зал из тёсаных камней») при иерусалимском Храме, но в особенных и крайних случаях собирались в доме наси. Места́ заседавших располагались в виде полуокружности, чтобы председательствующий мог видеть всех.
В древний период до 191 года (до нового летоисчисления) титул наси, видимо, получал первосвященник, затем мудрецы по списку:
- Йоси бен Йоэзер из Цереды.
- Йехошуа бен Перахия.
- Йехуда бен Таббай.
- Шемайя.
- Гиллель, в дальнейшем все главы Синедриона — его потомки, за одним исключением.
- Шимон бен Гиллель (ум. ок. 30).
- Раббан Гамлиэль I (ум. ок. 68).
- Шимон бен Гамлиэль (ум. ок. 70).
- Раббан Иоханан бен Заккай (не потомок Гиллеля).
- Гамлиэль II из Явне, (ум. ок. 110) параллельно с р. Элазаром бен Азария.
- Восстание Бар-Кохбы, междувластие.
- Шимон бен Гамлиэль II (ум. ок. 165).
- Иехуда I ха-Наси (ум. ок. 217) — кодификатор Мишны.
- Гамлиэль III (ум. ок. 225).
- Йехуда II Насия (ум. ок. 250).
- Гамлиэль IV (ум. ок. 265).
- Йехуда III ха-Наси (ум. ок. 330).
- Гиллель Насия (ум. ок. 365).
- Гамлиэль V (ум. ок. 380).
- Йехуда IV Насия (ум. ок. 400).
- Гамлиэль VI, (ум. ок. 425) прекращение деятельности Синедриона по приказу императора.

До покорения Иудеи римлянами Синедриону принадлежало право жизни и смерти, но с этого времени его власть была ограничена, он мог произносить смертные приговоры, но для их исполнения требовалось согласие римского правителя. Согласно Талмуду уже за сорок лет до разрушения Храма Синедрион покинул Храм, и казни прекратились, хотя поздний комментарий к Талмуду не исключает, что в отдельных случаях Синедрион возвращался на место. По Талмудическому преданию, Синедрион 10 раз сменил своё место пребывания.
По разрушении Иерусалима Синедрион был восстановлен раббаном Йохананом бен Заккаем в Явне уже не судилищем, а школой или академией Закона с законодательными функциями. Известен, например, список постановлений Синедриона в городе Уша. Последний глава Синедриона, Гамалиэль VI, при Феодосии II был лишён всех прав, и с его смертью в 425 году исчез последний след древнего Синедриона.
Обсуждению Синедриона подлежали важнейшие дела (менее важные решались в низших судилищах, которые были во многих городах), например вопросы о войне и мире, о замещении правительственных должностей, установление календаря, богослужебные учреждения, суждения о дееспособности священников, дело о ложном пророке, о расширении Иерусалима, о перестройке Храма, суд над целым городом. Влияние Синедриона простиралось и на царя. Хотя о царе и говорится, что он не судим и не подлежит суду, но, в принципе, Синедрион удерживал свою судебную власть и касательно царя. Без его согласия царь не мог начинать войны.

## Синедрион и христианство

### Синедрион в Новом Завете
Согласно Новому Завету, Синедрион во главе с первосвященниками Анной и Каиафой осудил на смерть Иисуса Христа; этот приговор, после первоначальных колебаний, был утверждён римским префектом Понтием Пилатом.
Среди членов Синедриона были люди, с симпатией относившиеся ко Христу и канонизированные в христианстве, Новый Завет называет Никодима, Иосифа Аримафейского и Гамалиила. Последний был учителем апостола Павла. Правда, никаких доказательств присутствия Гамалиила на суде нет.

### Иисус в Синедрионе по Талмуду
Талмудические места об Иисусе обычно подвергались в христианских странах цензуре или самоцензуре. В Талмуде Иисус называется «Ешу» (ישו‎), по-видимому, из-за того, что на севере Палестины гортанная буква айн не произносилась, так что последнее «а» исчезало. Вторая буква хей (ה‎), которая есть в имени Иеошуа (יְהוֹשֻׁעַ‎, см. Йехошуа бин-Нун) могла отсутствовать и в написании, как в книге Нехемии — Иешуа (יֵשׁוּעַ‎, Неем. 8:17). Его связь с евангельским Иисусом Христом доподлинно не доказана. В Ветхом завете есть пророчества о пришествии Мессии, которые в христианстве толкуются относительно Иисуса Христа, как сына Божьего. Поэтому, нельзя точно сказать, что иудейский Иешуа и Иисус являются одной личностью.
По разрозненным немногочисленным талмудическим источникам создаётся биография Ешу, резко отличающаяся от евангельской. По Талмуду, он родился от внебрачной связи его матери с неким человеком по имени Пандира. Аналогичное утверждение содержится и в антихристианском сочинении «Правдивое слово» античного философа Цельса (см. Иисус бен Пантира). Ешу был учеником рабби Иеошуа бен Перахия (англ. Joshua ben Perachyah), бежал вместе с ним в Египет, откуда он вывез приёмы колдовства. Талмуд осуждает Иеошуа бен Перахия, что он слишком сильно оттолкнул ученика после ссоры. Слово «евангелие» Талмуд пишет через букву айн, что не характерно для заимствованных слов, и видимо, переводит как «листы греха» (авон гилаён).
Суд над Ешу в Талмуде происходит перед судом Санхедрина, римляне не упомянуты, метод казни — побиение камнями за совращения на идолопоклонство вместе с пятью учениками. Единственные совпадающие с евангелическим рассказом детали: время Песаха и имя одного ученика — Маттай. По-видимому, по Талмуду годы жизни Ешу — от 89 года до нового летоисчисления и до 53 года до нового летоисчисления. В другом месте Талмуда сообщается, что Онкелос вызвал дух Ешу и выяснил, что тот наказывается унизительным образом в загробном мире за насмешки над словами Мудрецов.
Все эти источники относятся к Аггаде и не имеют догматического характера.

### Иисус и Синедрион в современных еврейских источниках
В новое время некоторые еврейские историки, как Давид Флюссер и Хиам Маккоби, пытались произвести реконструкцию событий ближе к Евангелиям. Они отмечали тенденцию евангелистов доказать, что Ешу отверг еврейский закон, в то время как по самим деяниям, этого практически не видно. Флюссер объяснил почти все нарушения галахи у евангельского Иисуса, как мнимые нарушения. Другая тенденция евангелистов — оправдывать римлян и осуждать евреев, объясняется упомянутыми историками политическими соображениями — стремлением получить легитимацию христианства у римских властей.
Подробное исследование процесса над Иисусом проделал известный израильский юрист Хаим Коэн, который был министром юстиции и членом Верховного суда. Отметив всевозможные нарушения процессуальных норм в суде, как он описан в Евангелиях (самооговор, отсутствие свидетелей, ночное время), он пришёл к выводу, что Санхедрин оправдал Иисуса. Отклонения от процедуры, по его теории, были сделаны, чтобы спасти Иисуса от казни. Хаим Коэн отвергает как неосновательную и апологетическую версию, что Синедрион того времени был в руках саддукеев, что, согласно свидетельству Талмуда и Иосифа Флавия имело место в определённые исторические периоды.

## Попытки восстановления Синедриона
В XVI веке рабби рав Яаков Берав сделал неудачную попытку восстановления раввинской ординации (Смиха) и Синедриона в Цфате.
При Наполеоне I в Париже заседал Великий Синедрион (фр. le Grand Sanhedrin, 9 февраля 1807 — 9 марта 1807), включавший как раввинов, так и мирян, как консультативный орган по разработке гражданского законодательства Франции, касающегося евреев.
Осенью 2004 года группа раввинов объявила в израильском городе Тверии, где был распущен исторический Синедрион, о восстановлении этого органа в составе 72-ух человек. Бо́льшая часть членов нового Синедриона анонимна, однако его председатель и ещё 7 членов несколько раз делали публичные заявления. Этот Синедрион, однако, не признаётся ни правительством Израиля, ни большинством иудейских общин в мире. Среди приверженцев традиционного иудаизма сам факт его существования малоизвестен.